# Boulinghoye
Boulinghoye est un village du Sénégal situé en Basse-Casamance, à proximité de la frontière avec la Gambie. Il fait partie de la communauté rurale de Djibidione, dans l'arrondissement de Sindian, le département de Bignona et la région de Ziguinchor.

## Présentation
Quartiers (3):

- Sallo : provient d’un grand puits, qui était un lieu de culte et d’abreuvoir.

- Bokarèghe : sa population était au milieu des forêts. Leurs cohabitants, pour les distinguer des autres, les appelaient Bokarèghe, soit habitants de la forêt.

- Kaïlly : sa population était composée de guerriers, jamais vaincus par les envahisseurs. Ces derniers les appelaient Kailly, c’est-à-dire : guerriers.

Sous-quartiers (4) :

- Diakouma : provient d’un grand arbre appelé Foukouma.

- Fotto : provient de foufoutte, qui signifie cachette.

- Bokarèghe : toute sa population en a émigré après la mort des responsables de familles, jusque 1995.

- Etama : ce nom provient d’un champ, qui se situe entre les rizières et les champs.

## Histoire
Venant de Djineunde-Diémécounda, Diaressébéné et Mintégo Diémé, très agités, débarquèrent au bord du marigot au Katoudié, à la recherche d’une vie meilleure pour leurs populations, au XVIe siècle.

Ayant très longtemps résisté à l’ennemi, ils décidèrent, au XVIIe siècle, de continuer leur voyage via Djilacounda Boulighoy, où ils rencontrèrent les Baïnoucs. La guerre fut très longue.

Au XVIIIe siècle, Agampèrre et Kégnouma Diémé prennent la relève, en repoussant Batong et Djilacounda, de l’est au nord, pour gagner les rizières et Djibidione de l’est au nord pour gagner les champs.

Au XIXe siècle, Andossi et Diédiemba résistèrent aux derniers envahisseurs. Leur victoire leur permit de créer un village avec une superficie de 80 km²

## Géographie
Il s’étend sur 10 km de l’est à l’ouest et de 8 km du nord au sud avec une superficie de 80 km².

Les terres sont fertiles, les champs cultivables, quant aux pâturages, les herbes sont abondantes et les forêts sont denses.

### Population
Lors du dernier recensement (2002), le village comptait 209 habitants et 29 ménages.